# ディディエ・ゾコラ
デギー・アラン・ディディエ・ゾコラ（Déguy Alain Didier Zokora, 1980年12月14日 - ）は、コートジボワール・アビジャン出身の元サッカー選手。元コートジボワール代表である。ポジションはミッドフィールダーだが、高い守備力を生かしてディフェンダーとしてもプレーできる。

## 経歴

### クラブ
著名な育成クラブであるASECミモザ出身である。1999年にベルギーのKRCヘンクに移籍し、2001-02シーズンにリーグ優勝した。2004年夏、フランスのASサンテティエンヌに移籍した。

#### トッテナム・ホットスパーFC
2006年夏にはプレミアリーグのチェルシーFC・マンチェスター・ユナイテッドFC・アーセナルFCなどビッグクラブの関心を誘ったが、より多くの出場機会を求めてトッテナム・ホットスパーFCに移籍した。移籍金は820万ポンド。3シーズンに渡ってトッテナムサポーターのお気に入りの選手であり、Lets all do the Congaという曲に乗せてドゥドゥドゥ、ディディエ・ゾコラというチャントが歌われた。
移籍してから公式戦130試合以上に渡って得点がなかった。2008年のフットボールリーグカップ決勝ではフリーの体勢から打った2度のシュートを外している。トッテナムは2009年の同大会でも決勝に進出したが、PK戦の末にマンチェスター・ユナイテッドFCに敗れた。2008年2月24日のUEFAカップ・PSVアイントホーフェン戦ではペナルティキックを決めている。

#### セビージャFC
2009年7月9日、スペインのセビージャFCと4年契約を結んだ。移籍金は900万ユーロ（約800万ポンド）。8月30日のバレンシアCF戦でデビューし、守備的ミッドフィールダーのポジションで定位置をつかんだ。リーグ戦は4位でシーズンを終えてUEFAチャンピオンズリーグ出場権を獲得し、コパ・デル・レイでは決勝でアトレティコ・マドリードを破って史上5度目の優勝を飾った。

#### トラブゾンスポル
2011年6月7日、トルコのトラブゾンスポルとクラブ史上最高額の500万ユーロ＋出来高165万ユーロで4年契約を結んだ。

### 代表
2000年にコートジボワール代表デビューし、6度のアフリカネイションズカップ(2002、2006、2008、2010、2012、2013)と3度のFIFAワールドカップ(2006、2010、2014)に出場している。2008年6月22日の2010 FIFAワールドカップ・アフリカ予選・ボツワナ戦で代表初得点を挙げた。
2012年2月8日、アフリカネイションズカップ2012準決勝のマリ戦で代表通算100試合出場を達成した。
2014年9月8日、代表引退を表明した。

## 所属クラブ
- ASECミモザ　1999-2000
- KRCヘンク　2000-2004
- ASサンテティエンヌ　2004-2006
- トッテナム・ホットスパーFC　2006-2009
- セビージャFC 2009-2011
- トラブゾンスポル 2011-2014
- アクヒサル・ベレディイェスポル 2014-2015
- FCプネー・シティ 2015
- ノースイースト・ユナイテッドFC 2016
- セメン・パダンFC 2017-

## 代表歴

### 出場大会
- コートジボワール代表
  - 2006 FIFAワールドカップ
  - 2010 FIFAワールドカップ
  - 2014 FIFAワールドカップ

### 試合数
- 国際Aマッチ 122試合 1得点（2000年-2014年）[12]

| コートジボワール代表 | 国際Aマッチ | 国際Aマッチ |
| 年                   | 出場        | 得点        |
| -------------------- | ----------- | ----------- |
| 2000                 | 2           | 0           |
| 2001                 | 2           | 0           |
| 2002                 | 4           | 0           |
| 2003                 | 6           | 0           |
| 2004                 | 6           | 0           |
| 2005                 | 9           | 0           |
| 2006                 | 15          | 0           |
| 2007                 | 7           | 0           |
| 2008                 | 18          | 1           |
| 2009                 | 10          | 0           |
| 2010                 | 14          | 0           |
| 2011                 | 5           | 0           |
| 2012                 | 9           | 0           |
| 2013                 | 11          | 0           |
| 2014                 | 4           | 0           |
| 通算                 | 122         | 1           |

### 得点
| # | 日時          | 場所       | 相手     | スコア | 結果 | 大会                                  |
| - | ------------- | ---------- | -------- | ------ | ---- | ------------------------------------- |
| 1 | 2008年6月22日 | アビジャン | ボツワナ | 4–0    | 勝利 | 2010 FIFAワールドカップ・アフリカ予選 |

## タイトル
- KRCヘンク
  - ジュピラーリーグ : 2001-2002
- トッテナム・ホットスパーFC
  - フットボールリーグカップ : 2007-2008
- セビージャFC
  - コパ・デル・レイ : 2009-2010